# Francisco Arnedo Linares

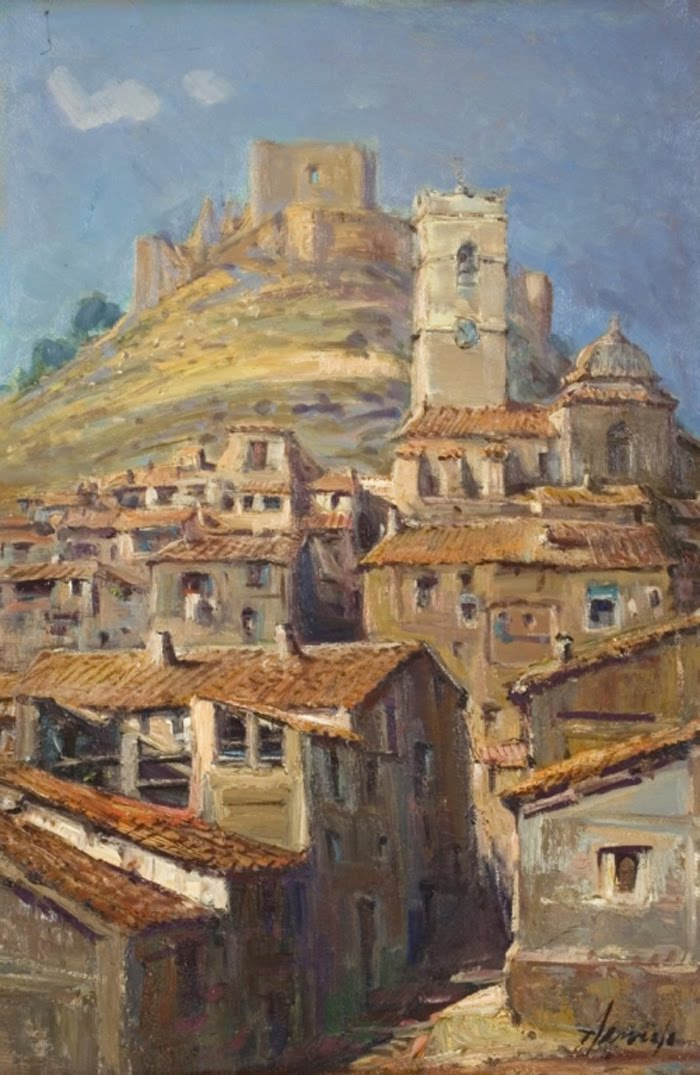
Óleo sobre lienzo. Paisaje valenciano. Obra de Francisco Arnedo Linares.

José Francisco Arnedo Linares (Valencia, 10 de febrero de 1925 - 2011) fue un pintor paisajista español autor de numerosas obras sobre el campo y marinas.

## Biografía
Cursó sus estudios en la Real Academia de Bellas Artes de San Carlos  en Valencia. Ahí fue discípulo de Ernesto Furió, Genaro Lahuerta, Manuel Gimeno. Recibió diferentes premios y la insignia de Oro haciendo alusión a las Bellas Artes.

## Obra
Sus obras han sido adquiridas por coleccionistas de todo España, Francia, Inglaterra, Italia, Portugal y Nueva York.
Su producción paisajística es amplia, aunque puede acortarse a su entorno más inmediato, donde encuentra la fuente para sus marinas y paisajes del campo, todos ellos situados en tierras, pueblos, costas y humedales valencianos. Sin embargo su obra no se limita a esto, y pueden encontrarse numerosos bodegones generalmente frutales. Su obra, si bien ecléctica, podría encontrarse en un marcado carácter impresionista que deriva al postimpresionismo.

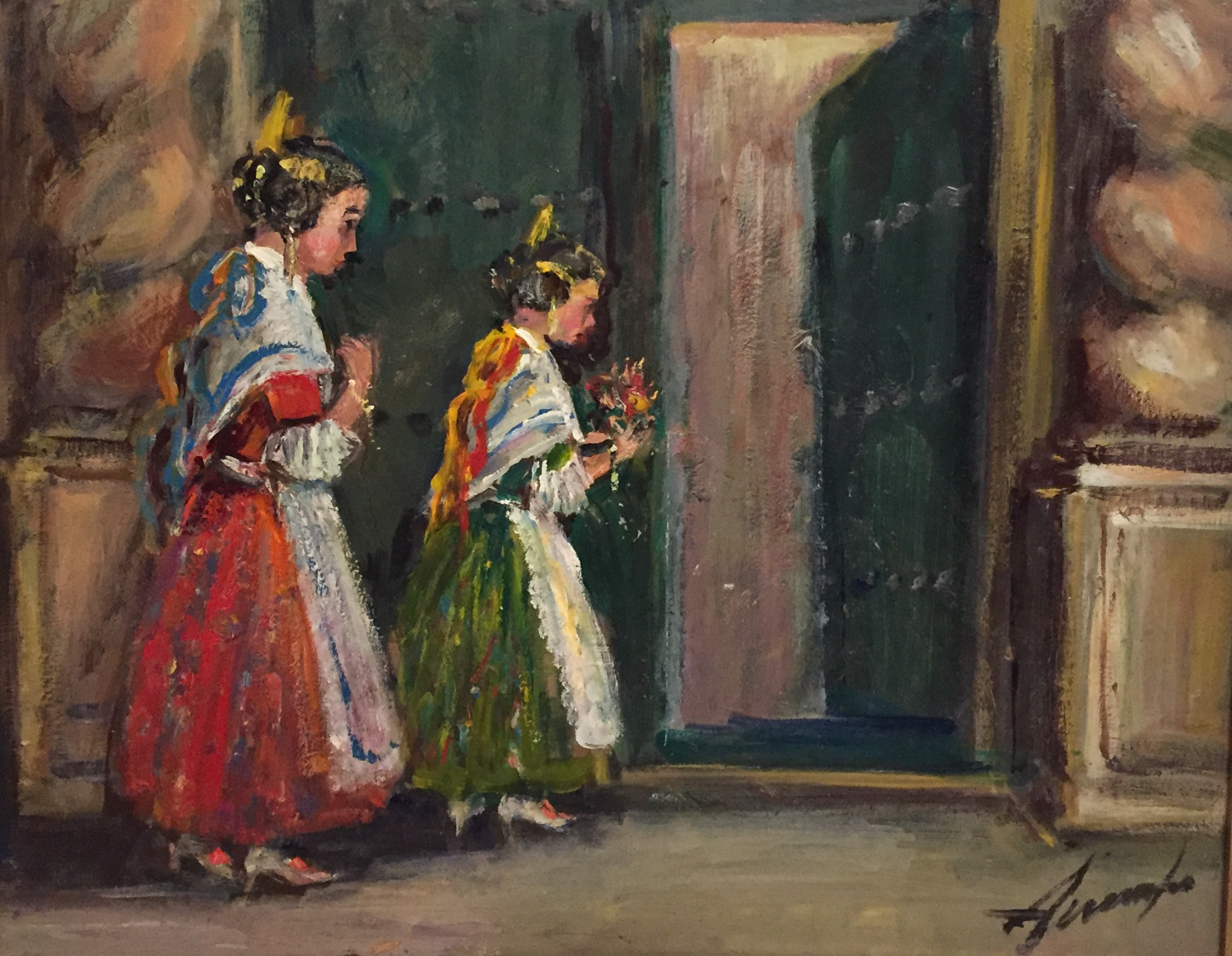
Falleras en ofrenda. Óleo sobre lienzo.